# رودولف ميتشيل
رودولف ميتشيل (بالإنجليزية: Rudolph Mitchell)‏ هو فلاح وسياسي أمريكي، ولد في 6 سبتمبر 1926 في الولايات المتحدة. انتخب عضو مجلس نواب كارولاينا الجنوبية.